# Sacrifice (The Weeknd)
Sacrifice è un singolo del cantante canadese The Weeknd, pubblicato il 7 gennaio 2022 come secondo estratto dal quinto album in studio Dawn FM.

## Descrizione
Il brano è stato descritto da Billboard come un pezzo disco-funk e presenta un campionamento del brano I Want to Thank You scritto da Kevin Duane McCord e interpretato da Alicia Myers.

## Video musicale
Il video, reso disponibile il 7 gennaio 2022, è stato diretto dai Cliqua. Il 12 dello stesso mese è stato diffuso il video per la versione remixata dagli Swedish House Mafia.

## Formazione
Musicisti
- The Weeknd – voce, programmazione, tastiera
- Max Martin – programmazione, tastiera
- Oscar Holter – programmazione, tastiera

Produzione
- The Weeknd – produzione
- Swedish House Mafia – produzione
- Max Martin – produzione
- Oscar Holter – produzione
- Sam Holland – ingegneria del suono
- Șerban Ghenea – missaggio
- John Hanes – ingegneria al missaggio
- Dave Kutch – mastering
- Kevin Peterson – assistenza al mastering

## Classifiche

### Classifiche settimanali
| Classifica (2022) | Posizione massima |
| ----------------- | ----------------- |
| Argentina         | 65                |
| Australia         | 9                 |
| Austria           | 27                |
| Belgio (Fiandre)  | 8                 |
| Belgio (Vallonia) | 2                 |
| Canada            | 9                 |
| Corea del Sud     | 194               |
| Croazia           | 4                 |
| Danimarca         | 12                |
| Finlandia         | 7                 |
| Francia           | 21                |
| Germania          | 27                |
| Grecia            | 1                 |
| India             | 7                 |
| Irlanda           | 5                 |
| Islanda           | 5                 |
| Italia            | 38                |
| Libano            | 11                |
| Lituania          | 3                 |
| Malaysia          | 17                |
| Norvegia          | 7                 |
| Nuova Zelanda     | 22                |
| Paesi Bassi       | 15                |
| Perù              | 136               |
| Portogallo        | 6                 |
| Regno Unito       | 10                |
| Repubblica Ceca   | 27                |
| Singapore         | 15                |
| Slovacchia        | 9                 |
| Spagna            | 68                |
| Stati Uniti       | 11                |
| Sudafrica         | 17                |
| Svezia            | 5                 |
| Svizzera          | 13                |
| Ungheria          | 20                |
| Vietnam           | 22                |

### Classifiche di fine anno
| Classifica (2022) | Posizione |
| ----------------- | --------- |
| Belgio (Fiandre)  | 53        |
| Belgio (Vallonia) | 15        |
| Canada            | 52        |
| Francia           | 97        |
| Islanda           | 66        |

## Date di pubblicazione
| Paese                 | Data            | Formato                | Nota   |
| --------------------- | --------------- | ---------------------- | ------ |
| Italia                | 7 gennaio 2022  | Contemporary hit radio | [ 12 ] |
| Stati Uniti d'America | 11 gennaio 2022 | Contemporary hit radio | [ 39 ] |